# Passiflora menispermifolia
Passiflora menispermifolia är en passionsblomsväxtart som beskrevs av Carl Sigismund Kunth. Passiflora menispermifolia ingår i släktet passionsblommor, och familjen passionsblomsväxter. Inga underarter finns listade i Catalogue of Life.